# Nuclear Dawn
Nuclear Dawn ist ein Computerspiel, das von dem niederländischen Entwickler InterWave Studios entwickelt und von Iceberg Interactive vertrieben wurde. Es vereint das Ego-Shooter- und das Echtzeit-Strategiespiel-Genre. Im Februar 2006 wurde es als Amateur-Modifikation für die Source Engine angekündigt. Im April 2009 wurde aber bekannt gegeben, dass man es als kommerzielles Projekt weiterentwickeln wolle. Es wurde am 26. September 2011 für Windows und Mac veröffentlicht. Ende 2013 wurde ein Beta für Linux veröffentlicht.

## Spielprinzip
Am Anfang jeder Runde wird ein Spieler jedes Teams (Imperium oder Konsortium) zum Kommandanten gewählt, der seinem Team aus der Draufsicht Befehle gibt und Gebäude baut. Die anderen Spieler sind Soldaten mit gewöhnlichen Ego-Shooter-Eigenschaften.
Das primäre Ziel ist es, den Kommandobunker des gegnerischen Teams zu zerstören. Der Kommandant kann mithilfe von Ressourcen, die von den Soldaten seines Teams erlangt werden, Gebäude bauen.
Die Beschreibungen der verschiedenen Klassen und des Kommandanten nach dem Entwickler InterWave:
Auf dem Feld
- Vier individuelle Klassen, die durch ihre Stärken und Schwächen voneinander abhängig sind, was kooperative Teamarbeit, Taktik und Strategie verbessern soll.
- Eine große Anzahl an Waffen, um auf dem Schlachtfeld zu bestehen. Dazu gehören u. a. Maschinengewehre, Schrotflinte, Miniguns und Explosives.
- Gelände mit vielen Details. Es kann z. B. auf den Straßen einer demolierten japanischen Stadt gekämpft werden oder in eine russische Nuklearanlage eingedrungen werden.

Als Kommandant
- Es können u. a. Engpässe und Verteidigungsstellungen gebaut werden.
- Das Gebiet kann mit einer Vielzahl von Gebäuden erweitert werden, damit das jeweilige Team die Aufgabe bewältigen kann. Von Versorgungsgebäuden bis zu Selbstschussanlagen, die die Gegner in die Enge treiben.
- Neue Technologien müssen freigeschaltet werden, um stärker zu werden.

## Entwicklung
Nuclear Dawn wurde lange Zeit als Vaporware angesehen, da es in seiner Entwicklung als Modifikation nicht viele Informationen gab. Als Grund für den Wechsel zum kommerziellen Projekt gab InterWave an, dass mit finanzieller Hilfe mehr möglich sei. Eine Version für Xbox 360 wurde angekündigt aber nie veröffentlicht.

## Rezeption
Die Bewertungen für Nuclear Dawn waren durchwachsen und mittelmäßig. GameStar bemerkte, dass die Spielerzahl sehr gering sei. Laut 4Players sei dies insbesondere aufgrund des starken Fokus auf den Mehrspieler ein Problem. Zudem seien einige Spielelemente nicht gut ausbalanciert. Durch den Gebäudebau, Forschung und die Spielerklassen hebe es sich jedoch von einfachen Deathmatch-Shootern ab. PC Action lobte zwar das anspruchsvolle Zusammenspiel im Team, machte aber Bedienmängel aus. PC Games machte eine steile Lernkurve aus.